# Яновський Володимир Костянтинович
Володи́мир Костянти́нович Яно́вський (1876—1966) — український і радянський аквареліст, графік. Заслужений діяч мистецтв України (1957).

## Життєпис
Родом з с. Оргалан Білогірського району Криму.
Мистецьку неповну освіту здобув у петербурзькій школі Товариства заохочування мистецтв (1899).
У 1900—1927 рр. жив і працював у Ялті, з 1927 р. — в Бахчисараї. З 1940 р. — член НСХУ. Пережив окупацію Криму. У перше десятиліття після війни був членом правління Кримського Союзу Радянських художників. Викладав в художньо-промисловому технікумі та в місцевій студії образотворчого мистецтва. Був активним учасником художніх виставок у Москві, Києві, Одесі, Сімферополі, Бахчисараї.
В. К. Яновський — почесний громадянин міста Бахчисарая. Художник, який прожив в Бахчисараї 41 рік, залишив улюбленому місту 97 картин, що зберігаються нині у фондах історико-культурного заповідника.
Помер 14 листопада 1966, у віці 90 років.
Тематичні картини й пейзажі: «Очаків у вогні» (1905), «Вид Бахчисарая» (1948), «Квітучі сади» (1957), «Руїни Успенського собору в Києво-Печерській Лаврі», «Фонтан сліз» та ін.